# Jurassic World Aftermath
Jurassic World Aftermath es un videojuego de sigilo de realidad virtual de 2020 para Oculus Quest y Oculus Quest 2. Está basado en la franquicia Jurassic Park. Fue desarrollado por Coatsink Software y publicado por Oculus Studios. Tiene lugar en la isla de Isla Nublar, dos años después de los acontecimientos de la película Jurassic World de 2015.
Jurassic World Aftermath: Part 2, una continuación en forma de contenido descargable (DLC) de pago, se lanzó en 2021. Al año siguiente se lanzó una versión sin realidad virtual para Nintendo Switch, titulada Jurassic World Aftermath Collection y que contiene ambas partes. En 2023 se lanzó una versión de realidad virtual de Jurassic World Aftermath Collection para PlayStation VR2 .

## Jugabilidad
Jurassic World Aftermath es un juego de sigilo que se juega en primera persona. Tiene lugar en Isla Nublar, dos años después de los eventos de Jurassic World, y antes de los eventos de Jurassic World: Fallen Kingdom. El jugador toma el control de Sam, un experto en seguridad silencioso que es enviado a la isla para infiltrarse en sus ruinas y obtener información. Su avión se estrella en la isla tras un encuentro con un Pteranodon. El jugador cuenta con la ayuda de una compañera llamada Dra. Amelia "Mia" Everett, quien resulta herida después del accidente aéreo. Desde su ubicación, proporciona al jugador objetivos y actualizaciones de la misión.
Durante gran parte del juego, el jugador se mueve a través de una instalación mientras es perseguido por velociraptores, los enemigos principales. El jugador debe usar sigilo y distracciones para evitar a las aves rapaces, que pueden ser atraídas con el uso de una alarma o radio. Otros dos dinosaurios, Dilophosaurus y Tyrannosaurus, también aparecen brevemente como enemigos. El jugador no puede luchar contra ninguno de los animales y, en cambio, debe evitarlos. El sonido se enfatiza en el juego, ya que a menudo es necesario escuchar el entorno para avanzar con éxito. Correr genera ruido que puede atraer a las aves rapaces, lo que hace necesarios movimientos lentos. Los minijuegos y la resolución de acertijos también constituyen aspectos del juego. Las instalaciones de la isla tienen puertas que conducen a cinco áreas diferentes, y se debe activar un interruptor para acceder a cada área. Las dos últimas áreas están ausentes del juego y están incluidas en el DLC, titulado Jurassic World Aftermath: Part 2. Incluye nuevos minijuegos e interacciones con dinosaurios y concluye la historia.

## Desarrollo y lanzamiento
Jurassic World Aftermath fue desarrollado por Coatsink Software, con sede en el Reino Unido. Coatsink tuvo la idea del juego en 2019, después de acercarse a Universal Pictures para desarrollar un juego de Jurassic World. El juego se reveló en septiembre de 2020, y fue publicado por Oculus Studios el 17 de diciembre del mismo año.
El juego recuerda a una escena de la primera película de Jurassic Park, en la que los personajes usan el sigilo para evitar aves rapaces en una cocina. Brian Gomez, productor ejecutivo de Universal Games and Digital Platforms, dijo: "Pasamos incontables horas tratando de equilibrar al velociraptor porque era muy buena. La IA realmente [progresó] hasta el punto en el que muy pocos de nosotros podíamos sobrevivir a ella. Y creo que finalmente llegamos al punto en el que, cuando empiezas por primera vez, probablemente vas a morir mucho. Vas a morir mucho hasta que empezar a aprender su comportamiento y... leer su lenguaje corporal y señales de audio".
El juego utiliza animación sombreado plano, similar en apariencia a un cómic. Esto se hizo para producir dinosaurios con una apariencia menos amenazadora, en un esfuerzo por atraer a un público más amplio. Gómez dijo: "Queríamos que siguiera siendo aterrador, conmovedor e inmersivo, incluso si no fuera cinematográfico, como el fotorrealismo. Pero tampoco queríamos que fuera tan intimidante y tan aterrador... [para] una enorme parte de la audiencia de Jurassic que no quiere una experiencia de terror totalmente visceral con clasificación R". Jeff Goldblum y BD Wong grabaron diálogos para el juego, repitiendo brevemente sus papeles como el Dr. Ian Malcolm y el Dr. Henry Wu. Se escucha a los personajes, pero no hacen aparición física. Laura Bailey proporciona la voz de la Dra. Amelia "Mia" Everett.
Jurassic World Aftermath: Part 2, también desarrollado por Coatsink, se lanzó el 30 de septiembre de 2021, como contenido descargable de pago. El juego originalmente estaba pensado como un lanzamiento único, pero el equipo de desarrollo cambió al trabajo remoto cuando comenzó la pandemia de COVID-19, y esto interrumpió el cronograma del equipo. En lugar de retrasar todo el juego, el equipo optó por dividirlo en dos partes y lanzar la última cuando estuvo lista. Como resultado, la trama tuvo que reorganizarse significativamente. El final de la primera mitad fue inicialmente una escena destinada a ocurrir en un punto diferente del juego. El lanzamiento posterior de la parte 2 permitió al equipo incorporar más funciones de las planeadas originalmente. Esto incluyó un segundo encuentro interactivo con un T. rex, que antes del retraso, solo había planes para una segunda aparición en forma de una escena. Goldblum y Bailey repiten sus papeles para la segunda parte del juego.
El 10 de noviembre de 2022 se lanzó un puerto de Nintendo Switch, titulado Jurassic World Aftermath Collection y que contiene ambas partes. La versión Switch carece de juego de realidad virtual. Coatsink declaró que el juego fue trasladado a una consola que no es de realidad virtual "para permitir que las personas sin acceso a la realidad virtual, o que sufren mareos debido a la realidad virtual, jueguen también". Una versión VR de Jurassic World Aftermath Collection se lanzó el 22 de febrero de 2023, como título de lanzamiento para PlayStation VR2.

## Recepción
Jurassic World Aftermath recibió críticas "mixtas o promedio" según el agregador de reseñas Metacritic. Los críticos afirmaron que el juego atraería a los fanáticos de la franquicia Jurassic Park. Los gráficos y el sonido fueron en general elogiados. Harry Baker de UploadVR escribió: "A pesar de no ser fotorrealista, hay algo en el aspecto inspirado en los cómics que casi ayuda a la inmersión, en lugar de estar colgado", sobre cómo se ve todo comparado con la realidad, inmediatamente te sumerges en un aterrador mundo de cómic plagado de dinosaurios". Eric Hillery de Bleeding Cool escribió que los gráficos son "más que suficientes para hacer que la idea de ser comido o asustado sea francamente desagradable, pero sin traer el tipo de sangre que algunos usuarios pueden encontrar traumatizante".
Ethan Anderton de /Film criticó la animación con sombreado de celdas y la calificó como su única gran decepción con el juego. Concluyó que si bien preferiría "un poco más de variedad en el juego de rompecabezas a medida que la historia avanza y se vuelve más desafiante, es la emoción de ser cazado en la propiedad abandonada de Jurassic World lo que hace que esta experiencia de realidad virtual sea una experiencia sólida". Nicholas Sutrich de Android Central lo llamó "el juego Jurásico que siempre quise jugar", elogiando la simplicidad de la jugabilidad y la historia. Sin embargo, criticó a la IA, afirmando que las aves rapaces se comportan en su mayoría como guardias que patrullan un área, en lugar de los animales inteligentes representados en las películas.
Alex Perry de Mashable opinó que la premisa del juego de escabullirse de las aves rapaces era "irritante y tediosa", y afirmó que el juego "se remonta a una era arcaica de diseño de juegos de sigilo donde la detección significa fracaso". Perry concluyó que la escena de la cocina en la primera película "es un clásico, sin duda, pero no sirve como base para un videojuego completo. Sólo los más devotos de Jurassic Park deberían acercarse a este juego". Baker también encontró que el juego era repetitivo. Eric Switzer de TheGamer elogió el juego sigiloso y lo comparó con Alien: Isolation, mientras escribió que Aftermath "involucra tu cuerpo mejor que cualquier otro juego de realidad virtual sin entrenamiento que haya jugado".
Francesco Destri, que escribe para IGN Italia, elogió el juego por su tensión y variedad de jugabilidad. Benjamin Bullard de Syfy Wire declaró que el juego tiene un nivel apropiado de ansiedad como las películas, y escribió: "Es divertido sentir ese primer miedo de ser eliminado por un ave rapaz inteligente, aunque la brutal dificultad de escapar, una vez que te han descubierto, significa que saldrás de un punto de control anterior más de una vez". Concluyó que el juego es "medio día bien aprovechado... siempre y cuando no te importe un buen suspenso".
Hillery consideró el juego demasiado corto, aproximadamente tres horas. Algunos críticos criticaron los objetos a lo largo del juego que no son interactivos, otros se quejaron del final abrupto del juego y de la necesidad de comprar DLC. Baker declaró que el juego se sintió "apresurado, repetitivo y con un ritmo extraño" debido al final, y escribió que "parece que este juego originalmente estaba destinado a lanzarse como una porción entera, no dos".
Switzer elogió la segunda parte del juego, calificándola de "mucho más dinámica y atractiva" y afirmando que el clímax "hace que todo el viaje valga la pena". Baker disfrutó de las dos últimas horas del juego, calificándolas como "lo mejor de toda la experiencia, incluida la Parte 1", pero afirmó que "todo lo que lleva a eso se siente como un recauchutado". Encontró que la parte 2era "laboriosamente repetitiva" y criticó la historia en general. Sutrich elogió las adiciones en la parte 2, pero encontró que el juego era lineal. Estaba decepcionado por los entornos mínimamente interactivos, pero aplaudió la actuación de voz y calificó la actuación de Goldblum de "magnífica". Baker, sin embargo, criticó su actuación de voz: "Dado que Goldblum suele estar lleno de carisma, es revelador que sus secciones en su mayoría fracasan aquí, al igual que la parte 1".
Al revisar el puerto Switch, Lowell Bell de Nintendo Life elogió el audio, pero encontró que el juego era repetitivo. Concluyó que Jurassic World Aftermath funcionó mejor como un juego inmersivo de realidad virtual, mientras que calificó los controles reelaborados de Switch como "un poco torpes y aburridos" en comparación.